# 一老站
一老站（：／ Illo yeok */?）是位于韩国全罗南道务安郡三乡邑的一个车站，属于湖南线和大佛线。

## 历史
- 1913年5月15日 - 落成使用，当时的车站名称是三乡站。
- 1924年3月1日 - 改为现在名称。

## 相鄰車站
韓國鐵道公社
湖南線
夢灘－一老－任城
大佛線
一老－大佛